# Telegram
O Telegram é um serviço de mensagens instantâneas baseado na nuvem. O Telegram está disponível para smartphones ou tablets HarmonyOS, Android, iOS, Windows Phone, Ubuntu Touch, Firefox OS), computadores (Windows, OS X, GNU/Linux) e também como Aplicação web. Os usuários podem fazer chamadas com vídeo, enviar mensagens e trocar fotos, vídeos, autocolantes e arquivos de qualquer tipo. O Telegram também possui criptografia de ponta a ponta opcional. Os clientes do Telegram possuem código aberto, porém seus servidores são proprietários. O serviço também providencia APIs para desenvolvedores independentes.

## História
O Telegram foi fundado em 2013 pelos irmãos Nikolai e Pavel Durov, os fundadores do VK, a maior rede social da Rússia. O Telegram é uma empresa independente, não ligada ao VK. Atualmente, encontra-se sediado em Dubai, Emirados Árabes Unidos. Nikolai criou o novo protocolo MTProto em que o mensageiro é baseado, enquanto Pavel forneceu apoio financeiro e de infraestrutura por meio de seu fundo da Digital Fortress. É concorrente de serviços de mensagens semelhantes, o Telegram precisa de um número de telefone para se usar e é multiplataforma, tem versões para ambiente de trabalho e aparelho móvel, como iOS, Android, Windows, além de uma versão para navegadores web. Diferentemente do WhatsApp, que limita para até 512 pessoas em cada grupo, no Telegram o usuário pode criar um grupo com até 200.000 membros.
Em dezembro de 2024, o Telegram obteve lucratividade pela primeira vez, com uma receita superior a 1 bilhão de dólares no ano, segundo Durov.

## Segurança

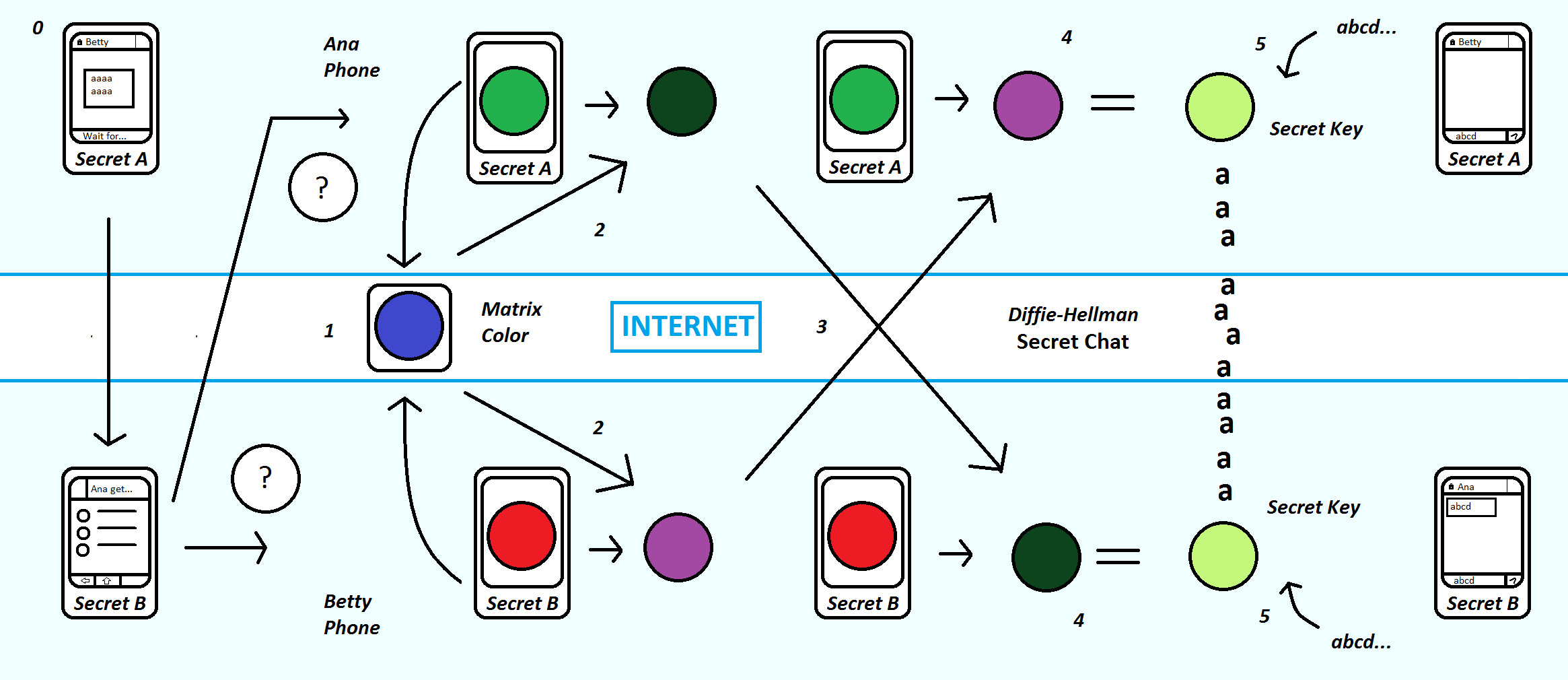
Explicação de chats secretos

O Telegram afirma que é mais seguro do que os mensageiros do mercado de massa, como WhatsApp e Line. O aplicativo possui dois tipos de chats. Os chats comuns usam criptografia de cliente-servidor e pode ser acessado a partir de vários dispositivos. Os bate-papos secretos usam criptografia end-to-end e só pode ser acessado a partir dos dois dispositivos participantes. Os terceiros, incluindo os administradores do Telegram, não podem ter acesso. As mensagens e meios de comunicação no bate-papo secreto também pode ser configurado para se autodestruir em um determinado período de tempo depois de ser lido. Uma vez que o tempo se esgote, as mensagens desaparecem em ambos os dispositivos. Todos os chats são criptografados, independentemente do tipo. A criptografia do Telegram é baseado em 256 bits de criptografia simétrica AES, criptografia RSA 2048 e garantia de troca de chaves Diffie-Hellman.
Em 19 de dezembro de 2013, o apoiador do Telegram, Pavel Durov anunciou que iria dar US$200.000 em Bitcoins a alguém capaz de quebrar a criptografia do mensageiro. Não houve vencedores até o momento e hoje o prêmio oferecido é de US$300.000.
Em 2021, foi descoberto que utilizando Google Hacking seria possível descobrir grupos secretos no Telegram, onde usando um pequeno código de pesquisa no Google Busca, tornaria possível encontrar qualquer grupo.

## Código aberto
Todos os clientes oficiais do Telegram (e alguns dos clientes não oficiais) são de código aberto e com suporte a builds verificáveis (que permitem que especialistas verifiquem de forma independente que o código publicado no GitHub é exatamente o mesmo usado para construir os apps disponíveis na App Store ou da Google Play).
O código do servidor é fechado. Pavel Durov mencionou que o código do servidor não é software livre, porque o Telegram requereria uma grande reformulação da arquitetura, a fim de permitir que servidores independentes se conectassem à nuvem do Telegram.
Recentemente Pavel Durov publicou em seu canal no Telegram mais detalhes a respeito da possibilidade de tornar público o código do servidor:
"Publicar o código do servidor não garante privacidade porque, ao contrário do código do lado do cliente, não há como verificar se o mesmo código é executado nos servidores. E você nem mesmo precisa do código do lado do servidor para verificar a integridade dos chats secretos - eles são sólidos, independente de como os servidores funcionam."
Na mesma mensagem Durov afirma ter adiado os planos de publicar o código do servidor porque, segundo ele, há 3 anos um regime autoritário estava tentando uma maneira de obter o código do Telegram para lançar seu próprio mensageiro e, depois, banir todas as outras redes sociais do país. "Eu não queria fornecer a ditadores ferramentas para escravizar sua população - esse não deveria ser o legado do Telegram. Não estamos prontos para trair nossos valores porque alguns usuários confusos parecem pensar que publicar o código do servidor irá de alguma forma melhorar a verificabilidade.", completou.

## Bloqueio no Brasil
Em 17 de março de 2022, o ministro do Supremo Tribunal Federal Alexandre de Moraes determinou, em decisão monocrática na Petição (PET) 9935 o bloqueio imediato da plataforma no Brasil. Discussões sobre a suspensão do Telegram ocorriam desde janeiro. A ordem foi motivada pelas omissões do Telegram em cumprir decisões judiciais e atendeu a um pedido da Polícia Federal. Antes que ocorresse a suspensão, em 20 de março o Telegram cumpriu as omissões e Alexandre de Moraes revogou a decisão de bloqueio do aplicativo.
Em 26 de abril de 2023, o aplicativo novamente foi bloqueado no país após não cumprir decisão judicial que obrigava o mensageiro a divulgar à Polícia Federal conversas, arquivos e demais provas de crimes cometidos por grupos considerados neonazistas. A multa aplicada pelo Tribunal de Justiça do Espírito Santo (TJ-ES) é de R$ 1 milhão por dia. 
Em 10 de maio de 2023, novamente houve determinação de suspensão, por 72 horas, pelo ministro Alexandre de Moraes, em decisão no Inquérito das Fake News, caso o aplicativo não removesse mensagem contra o PL 2630/2020 no prazo de 1 hora após intimação.

## Eleições australianas
Durante a eleição federal australiana em 2022, o Partido da Liberdade, micro-partido ligado ao movimento anti-lockdown no contexto da pandemia de Covid-19, esteve ligado com uma série de fake news sobre o sistema eleitoral australiano. A Comissão Eleitoral Australiana contatou diversas redes sociais e big techs para se preparar para as eleições, mas não obteve resposta do Telegram, considerado uma peça-chave no combate às fake news.